# 渡辺孝 (経済学者)
渡辺 孝（わたなべ たかし、1950年 - ）は、日本の経済学者。実業家。東京出身。専門は、金融論・日本経済論・私学経営論。
東京都立日比谷高等学校卒業。1974年東京大学教養学部教養学科卒業。1974年日本銀行入行。その後、同行営業局、総務部、外国局、通商産業省産業政策局事務官、パリ事務所等を経て、1997年日本銀行考査役。1998年日本銀行退職。山口大学経済学部教授に就任。2001年文教大学国際学部教授。2005年文教大学学園理事。2008年文教大学学園副理事長。2009年文教大学学園理事長。2016年文教大学学園退職。2017年私学創研代表取締役社長に就任。

## 業績
- 「日米の銀行の収益構造分析」『山口経済学雑誌　47巻4号』（山口大学、1999年）
- 「米国に於ける銀行統合の活性化について」『山口経済学雑誌　47巻6号』（山口大学、1999年）
- 「日本の銀行の業態別収益構造について」『山口経済学雑誌　48巻4号』（山口大学、2000年）
- 「不良債権問題の現実」『山口経済学雑誌　49巻2号』（山口大学、2001年）
- 『不良債権はなぜ消えない』（日経BP出版センター、2001年）
- 「小規模・零細企業に勝機あり　CRDデータに基づく最近の中小企業経営分析」『文教大学国際学部紀要　16巻1号』（文教大学、2005年）
- 『私立大学はなぜ危ういのか』（青土社、2017年）